# Адамполь (Хмельницкая область)
Ада́мполь (укр. Ада́мпіль) — село в Старосинявском районе Хмельницкой области Украины.
Население по переписи 2001 года составляло 958 человек.

## Местный совет
31416, Хмельницкая обл., Старосинявский р-н, с. Адамполь

## Известные жители и уроженцы
- Галущак, Фёдор Трофимович (1927—1992) — Герой Социалистического Труда.